# Lucio Anneo Seneca
Lucio Anneo Seneca (in latino Lucius Annaeus Seneca; Corduba, 4 a.C. – Roma, aprile 65) è stato un filosofo, drammaturgo e politico romano.
Noto anche come Seneca il Giovane (per distinguerlo dal padre, Seneca il Vecchio) o semplicemente come Seneca, fu tra i massimi esponenti dello stoicismo eclettico di età imperiale ("nuova Stoà"). Attivo in molti campi, compresa la vita pubblica, fu senatore e questore durante l'età giulio-claudia.
Condannato a morte da Caligola, fu graziato dall'intervento di un'amante dello stesso imperatore. Venne più tardi condannato alla relegatio in insulam dal successore Claudio, che poi però lo richiamò a Roma, dove divenne tutore e precettore del futuro imperatore Nerone su incarico della madre Giulia Agrippina Augusta. Dopo il cosiddetto "quinquennio di buon governo" o "quinquennio felice" (54-59), in cui Nerone governò saggiamente sotto la tutela di Seneca, l'ex allievo e il maestro si allontanarono sempre di più, portando il filosofo al ritiro a vita privata che aveva a lungo agognato. Tuttavia Seneca, forse implicato in una congiura contro Nerone, cadde vittima della repressione dell'imperatore, scegliendo il suicidio.
Seneca influenzò profondamente lo stoicismo romano di epoca successiva: suoi allievi furono Gaio Musonio Rufo (maestro di Epitteto) e Aruleno Rustico, nonno di Quinto Giunio Rustico, che fu uno dei maestri dell'imperatore filosofo Marco Aurelio.

## Biografia

### Le origini
Lucio Anneo Seneca, figlio di Seneca il Vecchio, nacque a Cordova, capitale della Spagna Betica, una delle più antiche colonie romane fuori dal territorio italico, in un anno di non certa determinazione; le possibili date attribuite dagli studiosi sono in genere tre: il 4 a.C., il 3 a.C. o l'1 a.C.; sono tutte ipotesi possibili che si fondano su vaghi accenni presenti in alcuni passi delle sue opere, in particolare nel De tranquillitate animi e nelle Epistulae morales ad Lucilium. I suoi fratelli erano Novato e Mela, padre del futuro poeta Lucano. La famiglia di Seneca, gli Annaei, era parte dell'élite economica e intellettuale, discendenva da immigrati italici trasferitisi nella Hispania Romana nel II secolo a.C., durante la fase iniziale della colonizzazione della nuova provincia. La città di Corduba, la più famosa e grande di tutta la provincia, aveva intensi rapporti con Roma e con la cultura latina.

### La figura paterna
Non si hanno notizie di esponenti della famiglia degli Annaei coinvolti in attività pubbliche prima di Seneca. Il padre del filosofo, Seneca il Vecchio, era di rango equestre, come attesta Tacito negli Annales, e autore di alcuni libri di Controversiae e di Suasoriae; scrisse anche un'opera storica andata però perduta. A Roma egli trovò il luogo ideale per realizzare le proprie ambizioni. Al fine di rendere più agile l'inserimento dei figli nella vita sociale e politica, negli anni del principato di Augusto si trasferì a Roma, dove si appassionò all'insegnamento dei retori e divenne assiduo frequentatore delle sale di declamazione.
Sposò in età abbastanza giovane una donna di nome Elvia da cui ebbe tre figli:
- il primogenito Lucio Anneo Novato, che prese il nome di Lucio Giunio Gallio Anneano dopo l'adozione da parte dell'oratore Giunio Gallio; intraprese la carriera senatoria e diventò proconsole sotto Claudio.
- Il secondogenito Lucio Anneo Seneca (precettore di Nerone).
- Il terzogenito Marco Anneo Mela (padre del poeta Lucano), che si dedicò agli affari.

Lo stesso Seneca parla dei suoi fratelli:

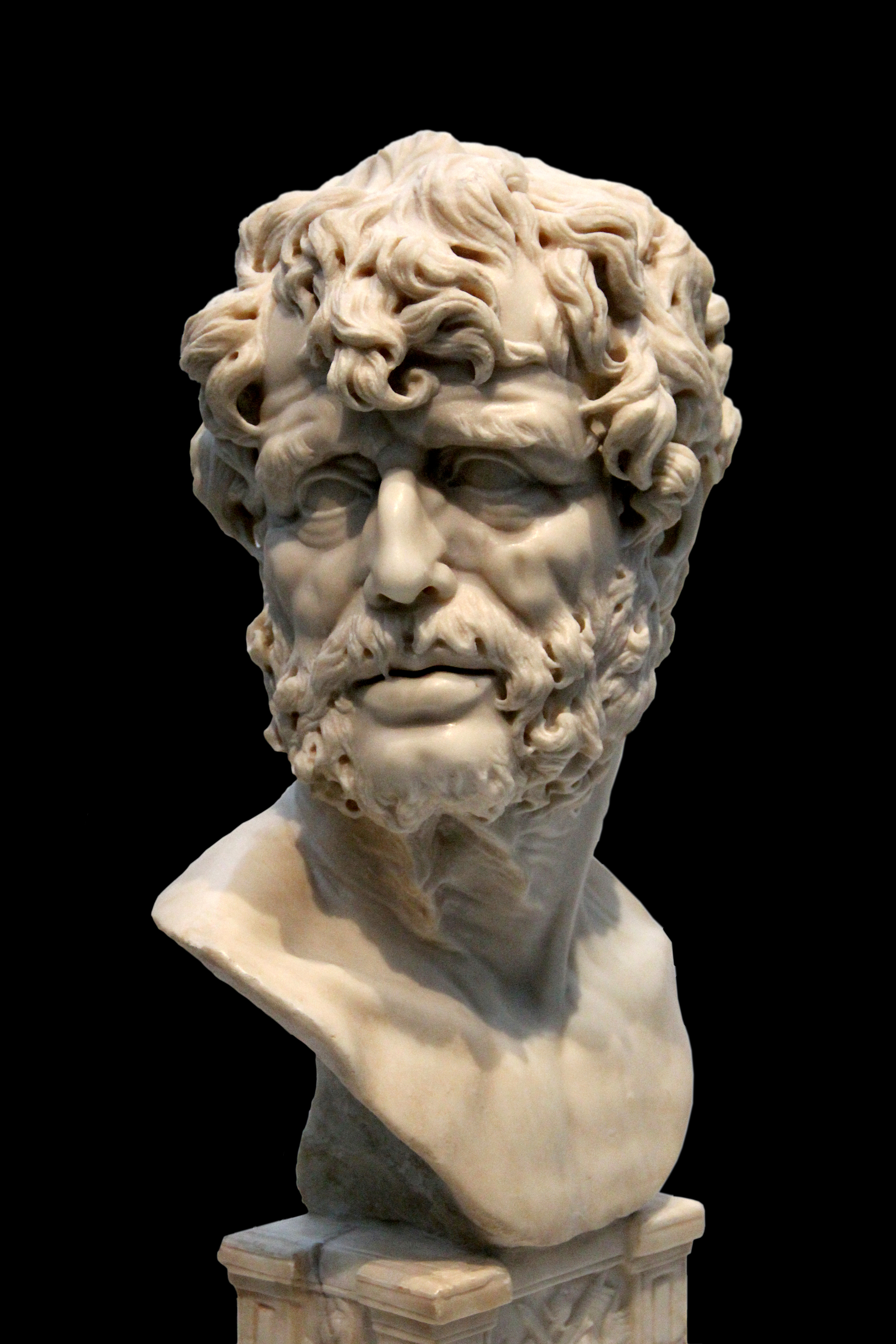
Busto in marmo di Seneca, scultura anonima del XVII secolo, Madrid, Museo del Prado

(Consolatio ad Helviam, 18, 2)

### La salute cagionevole
Seneca, fin dalla giovinezza, ebbe alcuni problemi di salute: era soggetto a svenimenti e attacchi d'asma che lo tormentarono per diversi anni e lo portarono a vivere momenti di disperazione, come egli ricorda in una lettera:
(Epistulae ad Lucilium, 78, 1-2)
E ancora:
(Epistulae ad Lucilium, 54, 1-4)

### La formazione presso la scuola delgrammaticus
Seneca ricevette a Roma un'accurata istruzione retorica e letteraria, come voleva il padre, benché egli si interessasse più che altro di filosofia. Seguì quindi gli insegnamenti di un grammaticus e in seguito avrebbe ricordato del tempo perduto presso di lui (Epistulae ad Lucilium, 58,5). Egli non mostrò dunque interesse per la retorica, anche se questo tipo di formazione gli sarebbe stato utile per la sua esperienza futura di scrittore. Fondamentale per lo sviluppo del suo pensiero fu la frequentazione della scuola cinica dei Sestii: il maestro Quinto Sestio rappresentò per Seneca il modello dell'asceta immanente che cerca il continuo miglioramento attraverso la nuova pratica dell'esame di coscienza.

### I maestri di filosofia e l'influenza del pensiero medico

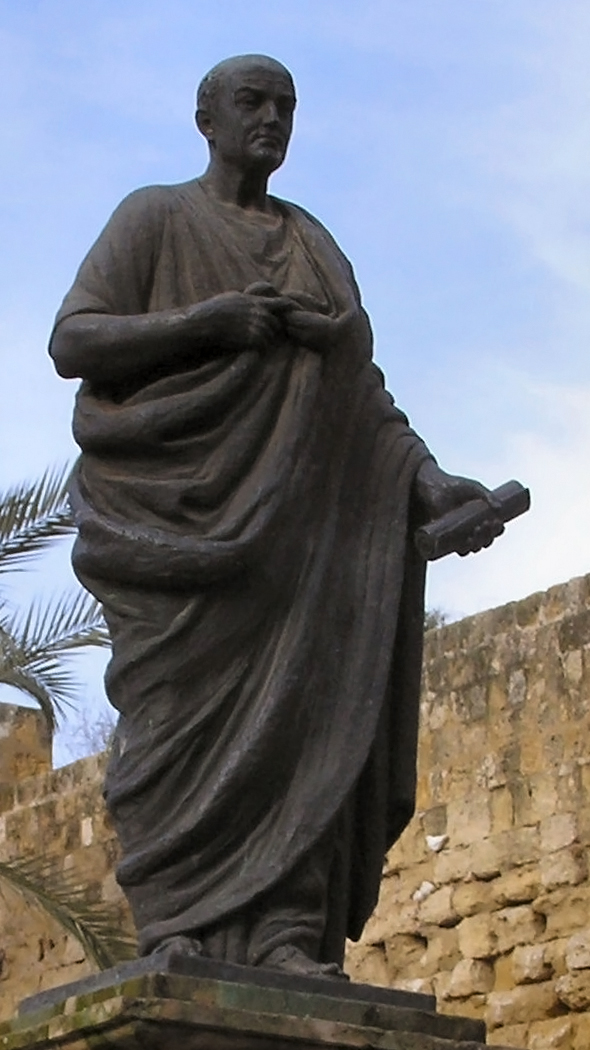
Statua di Seneca a Cordova

Ebbe come maestri di filosofia Sozione di Alessandria, Attalo e Papirio Fabiano, appartenenti rispettivamente al neopitagorismo il primo, e allo stoicismo i secondi, il terzo influenzato anche dal cinismo.
Sozione era legato alla setta dei Sestii, fondata da Quinto Sextio in età cesariana e diretta poi dal figlio Sestio; essa raccoglieva elementi di varia provenienza, in particolare stoica e pitagorica, e raccomandava ai suoi adepti una vita semplice e morigerata, lontana dalla politica; Attalo fu seguace dello stoicismo con influenze ascetiche; Papirio Fabiano fu un oratore e un filosofo, anch'egli appartenente alla setta dei Sestii, con influenze ciniche.
Seneca seguì molto intensamente gli insegnamenti dei maestri, che esercitarono su di lui un profondo influsso sia con la parola sia con l'esempio di una vita vissuta in coerenza con gli ideali professati. Da Attalo imparò i principi dello stoicismo e l'abitudine alle pratiche ascetiche. Da Sozione, oltre ad apprendere i principi delle dottrine di Pitagora, fu avviato per qualche tempo verso la pratica vegetariana; venne distolto però dal padre che non amava la filosofia e dal fatto che l'imperatore Tiberio proibisse di seguire consuetudini di vita non romane:
(Epistulae ad Lucilium, 108, 17-22)
Se è nota la salute cagionevole di Seneca, ed è stato dimostrato che la cultura del filosofo comprendeva anche un vasto orizzonte di conoscenze mediche, solo recentemente si sono approfonditi i rapporti tra il pensiero filosofico senechiano e le dottrine di una scuola medica di ispirazione stoica denominata dalle fonti scuola pneumatica. Tale scuola, fondata presumibilmente nel I secolo a.C. da Ateneo di Attalia, un allievo del filosofo stoico Posidonio di Apamea, basava le proprie teorie sull'azione all'interno del nostro corpo dello pneuma, che Seneca traduce con spiritus. In sostanza, la nostra salute deriva dall'equilibrio delle quattro qualità elementari (caldo, freddo, secco, umido) da cui siamo costituiti e tale equilibrio deriva a sua volta dall'azione dello spiritus coibente che scorre ovunque nel nostro corpo. Se per qualche alterazione esterna (es. un colpo di caldo) o interna (es. l'infiammazione di un organo) lo spiritus si altera, viene messo in pericolo l'equilibrio delle qualità elementari e noi ci ammaliamo. Si veda ad esempio questo passo delle Naturales quaestiones (6, 18, 6-7):
Dal testo emerge che lo spiritus deve mantenere una certa temperatura ed una certa tensione per funzionare correttamente: si tratta di concetti direttamente derivati dalla filosofia stoica ed applicati alla fisiologia medica. C'è però un'altra conseguenza derivante da una tale impostazione: dato che per la filosofia stoica il corpo e l'anima non sono sostanzialmente differenti, poiché entrambi sono costituiti dalla materia di cui è fatto l'universo intero (il fuoco - pneuma), è facile per un medico stoico postulare che i mali dell'anima si trasmettano immediatamente al corpo e viceversa; non c'è quindi alcuna difficoltà nel giustificare i disturbi somato-psichici e quelli psicosomatici. Così pure Seneca può affermare quanto segue:
(Epistulae ad Lucilium, 114, 3)
o ancora
(De ira, 2, 20, 1)

### Il pensiero filosofico
I precetti di tutti i maestri che ne influenzarono il pensiero e la caratteristica vocazione eclettica della filosofia romana, portarono Seneca a maturare una posizione filosofica prevalentemente stoica, seppur contenente elementi epicurei (distacco del sapiens dal volgo per l'elevazione spirituale), cinici (stile diatribico, più che dialogico e il tema della libertà dalle passioni), medioplatonici (idea spirituale della divinità), socratici (libertà perseguibile attraverso la conoscenza) e aristotelici (importanza delle scienze). Trova anche particolare risalto nel pensiero senechiano il tema pitagorico dell'esame di coscienza, caro ai Sesti, di cui leggiamo largamente nel suo epistolario.
L'asistematicità del pensiero senechiano e la proclamata indipendenza dalle fonti, non si configurano tuttavia come un banale eclettismo. Emerge dal corpus delle sue opere una reinterpretazione personale delle conoscenze trasmesse al filosofo dai maestri che convive con il chiaro prevalere dello stoicismo. Proprio dallo stoicismo sono desunti i due principi di base della filosofia senechiana: natura e ragione. L'uomo, secondo Seneca, deve innanzitutto conformarsi alla natura e, parimenti, obbedire alla ragione, vista come ratio, lògos greco, divino principio che regge il mondo.
Una nota di particolare distacco rispetto alla dottrina stoica sta alla base della figura del sapiens, il saggio. Lo spirito latino pragmatico di Seneca lo porta a eliminare i tratti disumani attribuiti al sapiente. La saggezza si configura così come dominazione ragionevole delle passioni e non come apatia e immunità dai sentimenti. L'ascesi spirituale del saggio si compone di cinque tappe fondamentali:
1. Trionfo sulle passioni: innanzitutto paura, dolore e superstizione.
2. Esame di coscienza: pratica comune nella dottrina pitagorica.
3. Consapevolezza di essere parte del lògos: rendersi conto di essere creature ragionevoli, parte del progetto provvidenziale della ragione.
4. Accettazione e riconoscimento: il sapiente riconosce ciò che è parte della ratio e cosa no, rendendosi conto di farne parte.
5. Raggiungimento della libertas interiore: attraverso la ragione l'uomo può vivere felice.

La sapienza si configura così come un mezzo e non come un fine. Viene ad essere il mezzo attraverso il quale l'uomo raggiunge la libertà interiore e non una conoscenza fine a sé stessa.
Nella prospettiva filosofica di Seneca, come abbiamo visto, trova spazio anche la concezione filosofica delle scienze ispirata da Aristotele. Lo studio dei fenomeni della natura infatti consente all'uomo di conoscere la ratio cui tutti fanno capo, e attraverso questi, assimilarsi in essa.

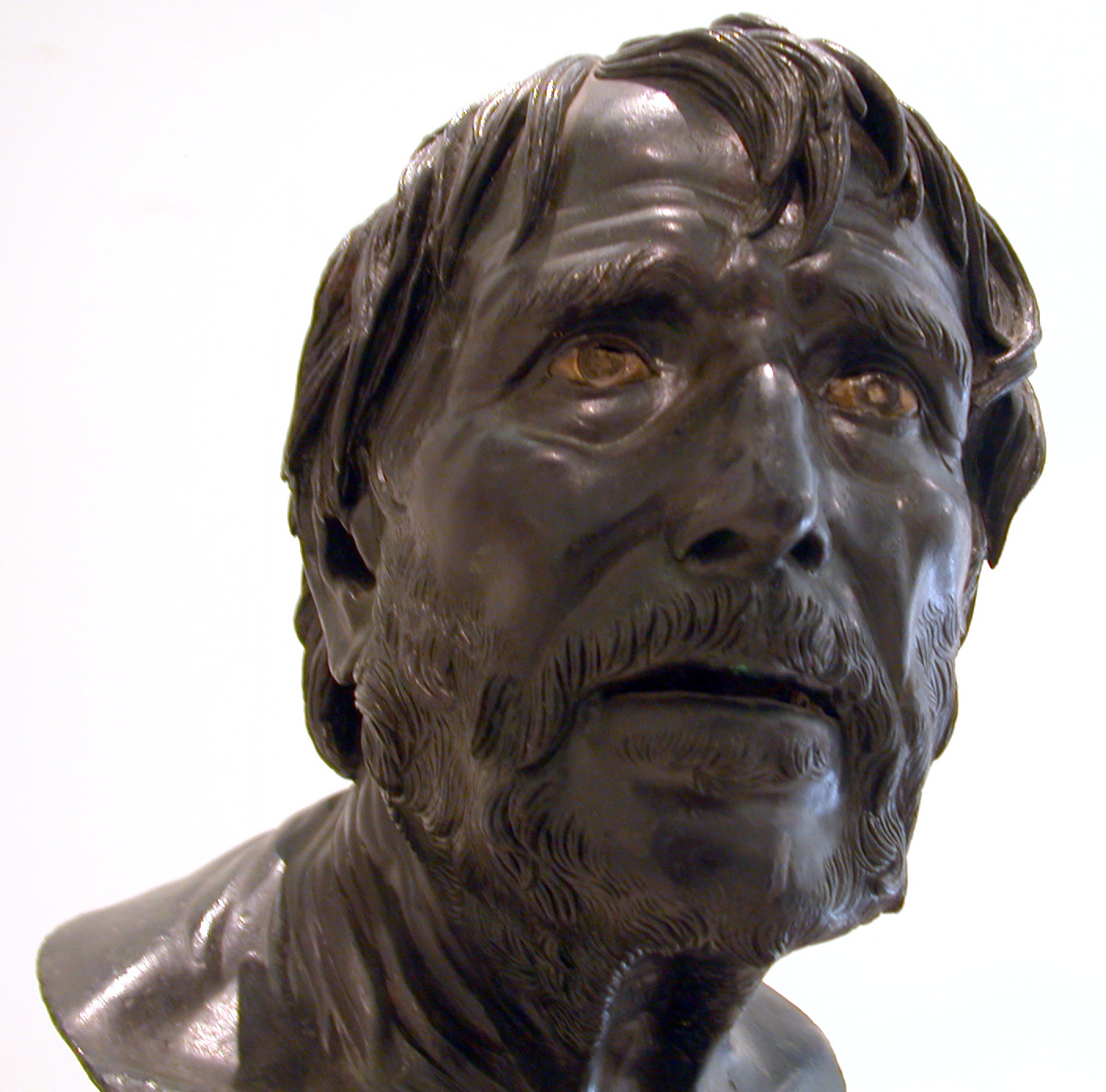
Busto noto come Pseudo Seneca (Museo archeologico di Napoli), in realtà parte di una serie di ritratti immaginari, a volte identificati anche con Lucrezio, raffiguranti Esiodo.

### Il soggiorno in Egitto
Attorno al 20 Seneca si recò in Egitto, dove rimase per un certo periodo, per curare le crisi di asma e la bronchite ormai cronica da cui era afflitto. Fu ospite del procuratore Gaio Galerio, marito della sorella di sua madre Elvia.
Qui approfondì la conoscenza del luogo sia nelle sue componenti geografiche sia in quelle religiose, come racconta nelle Naturales quaestiones (IV, 2, 1-8). Il contatto con la cultura egizia gli permise di confrontarsi con una diversa concezione della realtà politica (in Egitto il principe era ritenuto un dio) e gli offrì una più ampia e complessa visione religiosa.
Probabilmente il suo allontanamento da Roma fu dovuto anche a ragioni di prudenza politica, conseguente allo scioglimento da parte di Tiberio della setta dei Sestii di cui facevano parte due dei maestri di Seneca.

### La vita pubblica

#### La carriera politica, la prima condanna a morte e l'esilio in Corsica
Dopo essere tornato da un viaggio in Egitto, nel 31 iniziò l'attività forense e la carriera politica (divenne dapprima questore ed entrò a far parte del Senato) godendo di una notevole fama come oratore, al punto di far ingelosire l'imperatore Caligola, che nel 39 lo voleva eliminare, soprattutto per la sua concezione politica rispettosa delle libertà civili. Si salvò grazie ai buoni uffici di un'amante del princeps, la quale affermava che comunque sarebbe morto presto a causa della sua salute.
Due anni dopo, nel 41, il successore di Caligola, Claudio, istigato dalla moglie Valeria Messalina, lo condannò alla relegazione in Corsica con l'accusa di adulterio con la giovane Giulia Livilla, sorella di Caligola.

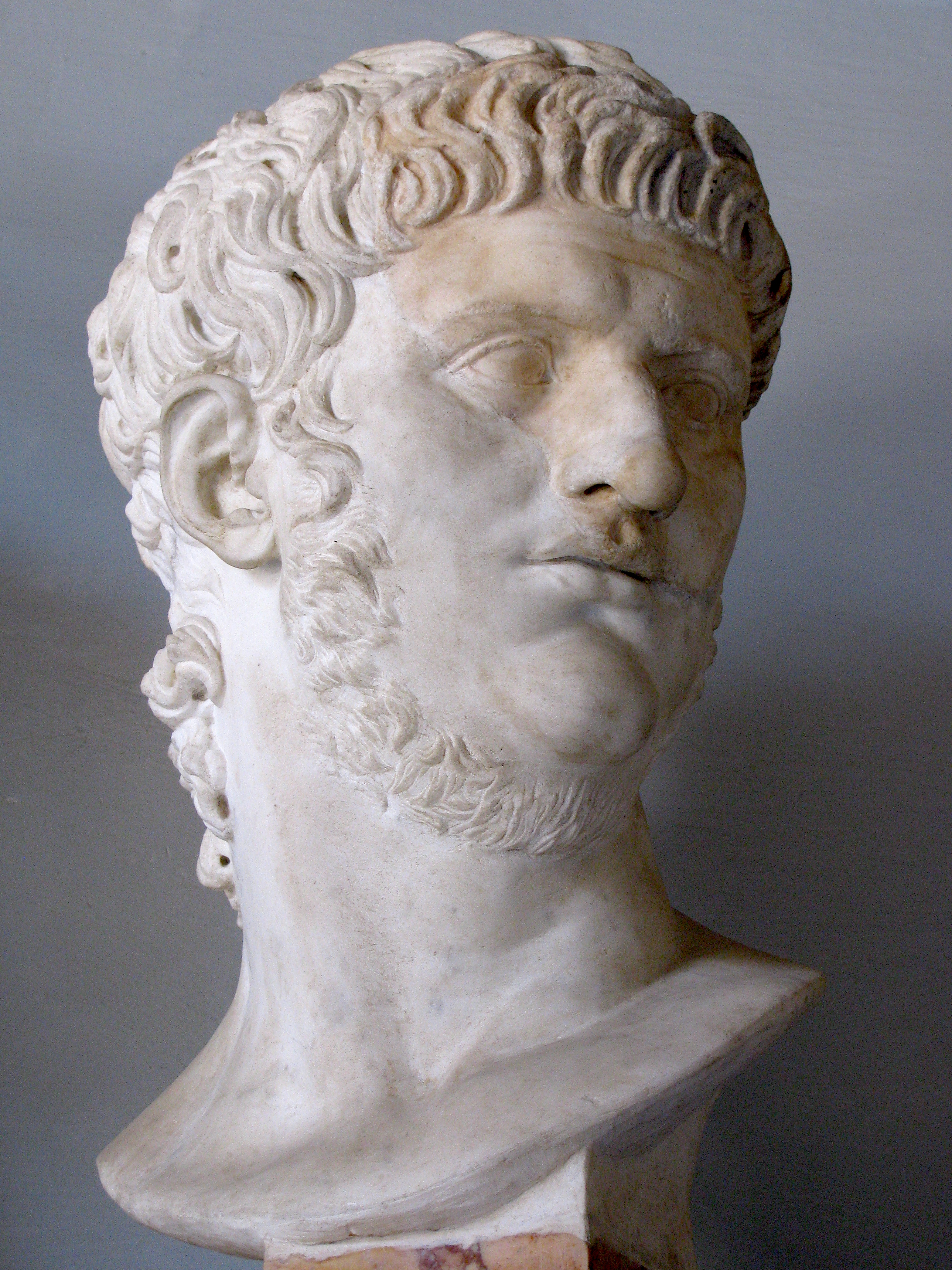
Busto dell'imperatore Nerone

In Corsica Seneca restò fino al 49, quando Agrippina minore, nipote e moglie di Claudio dopo l'esecuzione di Messalina, riuscì ad ottenere il suo ritorno dall'esilio e lo scelse come tutore del figlio Nerone. Secondo Tacito sarebbero tre i motivi che spinsero Agrippina a questo: l'educazione di suo figlio, attirarsi le simpatie dell'opinione pubblica (Seneca era considerato uomo di grande cultura) e avere stretti rapporti con lui per riuscire ad impadronirsi del potere.
Seneca accompagnò l'ascesa al trono del giovane Nerone (54 - 68) e lo guidò durante il suo cosiddetto "periodo del buon governo", il primo quinquennio del principato. Assunse un grande potere politico, che gli consentì di divenire estremamente ricco. Si narra che avesse una collezione di cento tavoli di cedro. Progressivamente, a causa delle intemperanze del giovane imperatore, tale rapporto si deteriorò. Giustificò come il "male minore" l'esecuzione della madre di Nerone, Agrippina, nel 59, e se ne assunse tutto il peso morale. In seguito il rapporto con l'imperatore peggiorò e, temendo per la propria vita, nel 62, Seneca si ritirò a vita privata, donando a Nerone tutti i suoi averi e dedicandosi interamente ai suoi studi e insegnamenti. Nonostante ciò Seneca si era ormai guadagnato l'avversione di Nerone e l'odio di Poppea Sabina, la nuova moglie dell'imperatore.
Verso la fine degli anni 50 si collocherebbe il suo incontro con Paolo di Tarso, da taluni ipotizzato sulla base di epistole tra i due, generalmente ritenute apocrife. Di questo periodo è famoso il suo epistolario con Lucilio Iuniore, di origine pompeiana, al tempo governatore della Sicilia. Finalmente adottò quindi quello stile di vita che andava insegnando, dimostrando di essere un amministratore dei suoi beni e non un amministrato.

#### La congiura di Pisone, la seconda condanna a morte e il suicidio
(Seneca, Lettere a Lucilio, libro VIII, 70, 6 e 28)

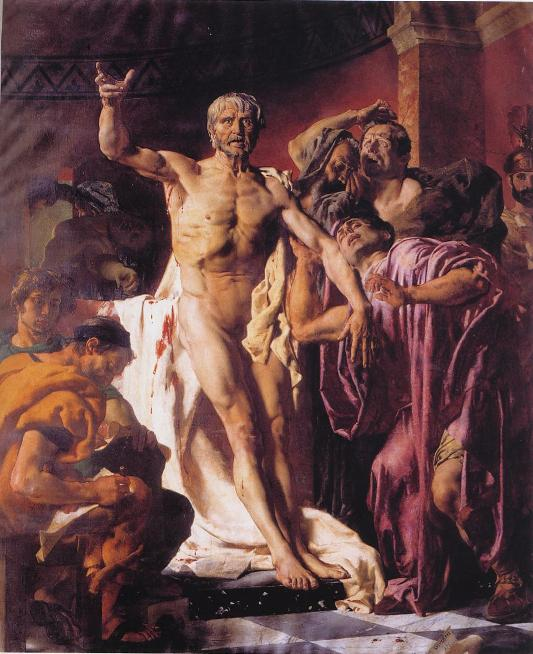
La morte di Seneca, olio su tela di Noël Sylvestre, Béziers, Musée des Beaux-Arts.

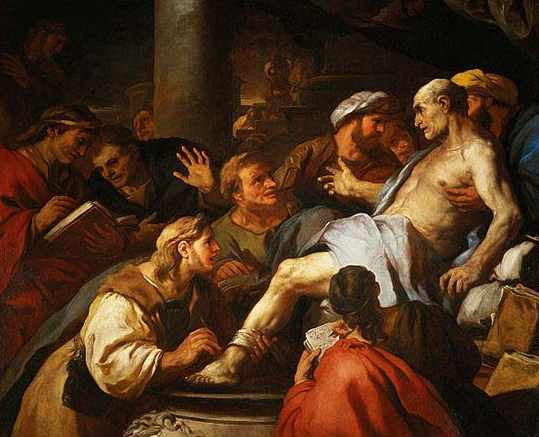
Morte di Seneca, 1684, olio su tela di Luca Giordano, 155x188, Parigi, Museo del Louvre.

Nerone, tuttavia, continuava a nutrire una crescente insofferenza verso Seneca e Sesto Afranio Burro, Prefetto del Pretorio, morto nel 62, forse di malattia. Egli non aspettava che un pretesto per eliminarlo. L'occasione venne col fallimento della congiura dei Pisoni (aprile 65) contro la sua persona, della quale Seneca forse era solamente informato, ma di cui non si sa se sia stato partecipe. Ricevette quindi l'ordine di togliersi la vita, o meglio gli venne fatto capire che se non lo avesse fatto, morendo "onorevolmente" secondo i principi del mos maiorum, sarebbe stato giustiziato comunque poiché Nerone gli contestava la partecipazione alla congiura pisoniana. Non potendo e non volendo sottrarsi, Seneca optò per il suicidio. La morte di Seneca è narrata da Tacito, il quale la descrive prendendo spunto da quella di Socrate nel Fedone e nel Critone di Platone, con toni molto simili; Seneca si rivolge agli allievi e alla moglie Pompea Paolina, che vorrebbe suicidarsi con lui: il filosofo la spinge a non farlo, ma lei insiste. Cassio Dione scrive invece che Seneca stesso la spinse a suicidarsi con lui.

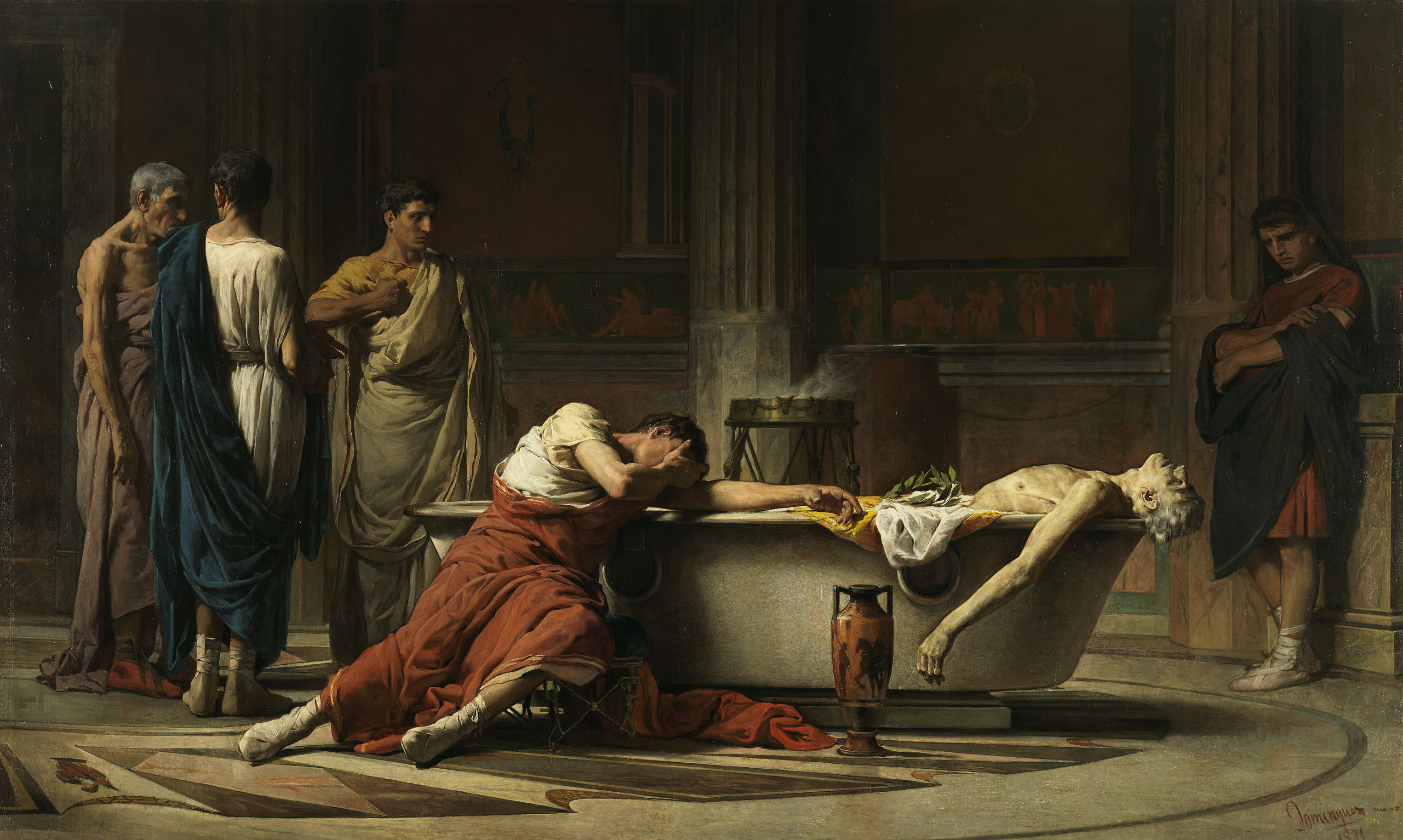
Manuel Domínguez Sánchez, Il suicidio di Seneca, 1871, Museo Nacional del Prado, Madrid

Il togliersi la vita, d'altronde, fu in perfetta armonia con i principi professati dallo stoicismo, anche quello "eclettico" di età imperiale, di cui Seneca fu uno dei maggiori esponenti: il saggio deve giovare allo Stato, res publica minor, ma, piuttosto che compromettere la propria integrità morale, deve essere pronto all'extrema ratio del suicidio. 
(Seneca, De ira, V, 15)
La vita non è, infatti, uno di quei beni di cui nessuno ci può privare, rientrando quindi nella categoria degli indifferenti, quelli sono solo la saggezza e la virtù; la vita è piuttosto come la ricchezza, gli onori, gli affetti: uno di quei beni, dunque, che il saggio deve essere pronto a restituire quando la sorte li chiede indietro o quando egli lo decida, in piena ragione.
(Epistole a Lucilio)
Tacito, che lo critica per la sua connivenza col governo di Nerone, alla fine ne elogia la coerenza di vita:
(Tacito, Annales, XV, 62)
Seneca affrontò l'ora fatale con la serena consapevolezza del filosofo: egli, come racconta Tacito, non potendo fare testamento dei restanti beni (requisiti anch'essi da Nerone, che mandò un centurione a sequestrargli le tavolette dei lasciti), lasciò in eredità ai discepoli l'immagine della sua vita, richiamandoli alla fermezza per le loro lacrime, dato che esse erano in contrasto con gli insegnamenti che lui aveva sempre dato loro. Il vero saggio deve raggiungere infatti l’apatheia, apatia, ovvero l'imperturbabilità che lo rende impassibile di fronte ai casi della sorte. Dopo il discorso ai discepoli, Seneca compie l'atto estremo:
(Publio Cornelio Tacito, Annales, XV, 63)
Con l'aiuto del suo medico e dei servi, si tagliò quindi le vene, prima dei polsi, poi - poiché il sangue, lento per la vecchiaia e lo scarso cibo che assumeva, non defluiva - per accelerare la morte si tagliò anche le vene delle gambe e delle ginocchia, fece trasferire la moglie in un'altra stanza e ricorse anche ad una bevanda a base di cicuta, veleno usato anche da Socrate. Tuttavia nemmeno quello ebbe effetto: la lenta emorragia non permise al veleno di entrare rapidamente in circolo. Così, memore del suicidio di un amico, Marcellino, Seneca si immerse in una vasca d'acqua bollente per favorire la perdita di sangue «spruzzandone i servi più vicini e dicendo di fare con quel liquido libazioni a Giove Liberatore». Ma alla fine raggiunse una morte lenta e straziante, che arrivò, secondo lo storico, per soffocamento causato dai vapori caldi (e forse anche per gli effetti della cicuta), dopo che Seneca fu portato, quando fu entrato nella tinozza, in una stanza adibita a bagno e quindi molto calda, dove non poteva respirare (ed essendo lui sofferente da sempre di problemi respiratori). I soldati e i domestici invece impedirono a Paolina, priva ormai di sensi, di suicidarsi, proprio mentre Seneca stava assumendo il veleno:
(Tacito, Annales, XV, 64)

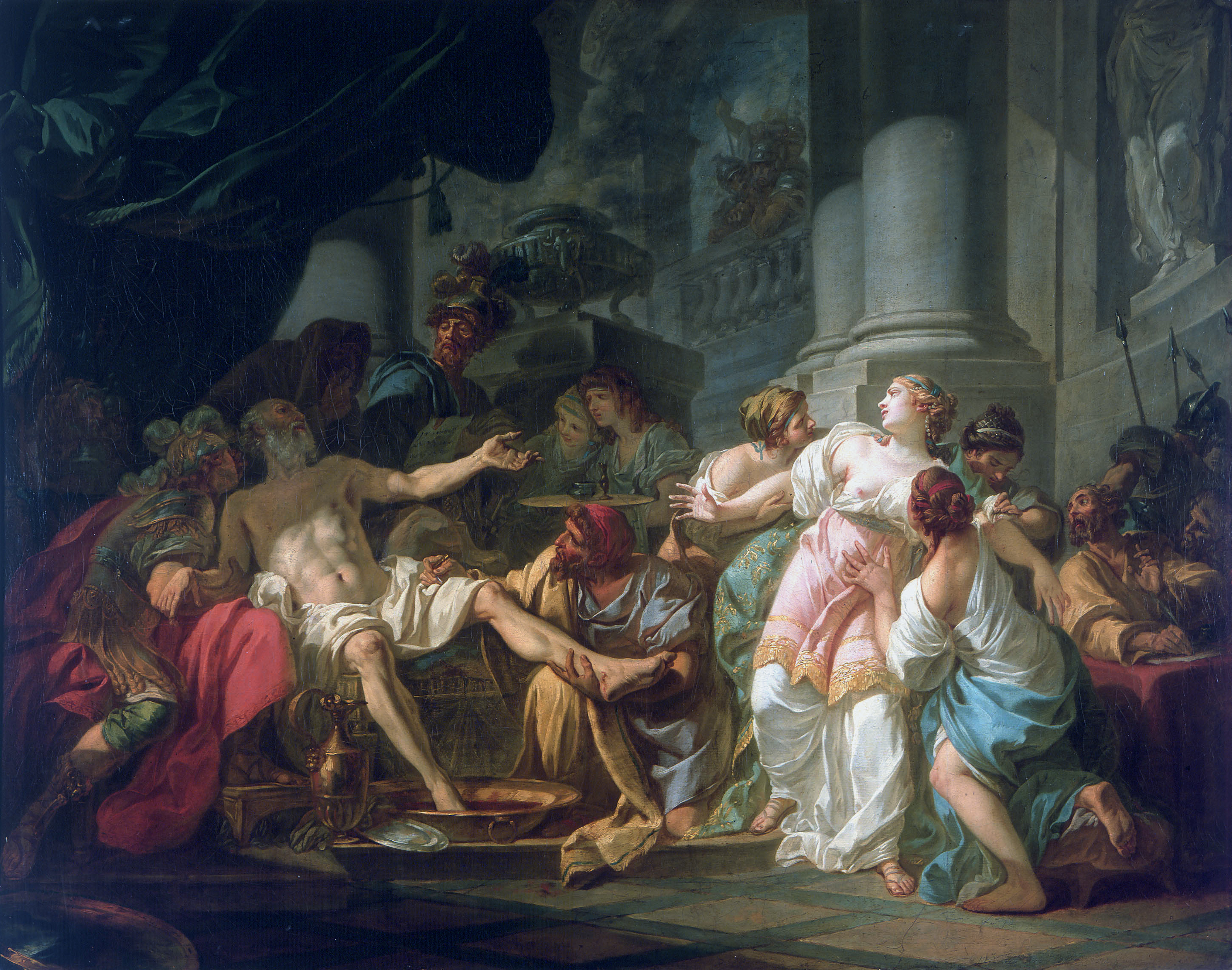
Jacques-Louis David, La morte di Seneca, 1773, Parigi, Petit-Palais

Vista la lunga serie di metodi di suicidio messi in atto da Seneca (anziché un solo metodo diretto ed immediatamente efficace, come quelli scelti da Bruto e Nerone stesso: ad esempio pugnalarsi alla gola o al cuore, dalla clavicola, mentre un servo o un amico reggeva la spada; questa era in effetti la consuetudine più diffusa tra i romani nobili e i militari) e la somiglianza evidente in certi particolari (il discorso, la cicuta, poi la libagione alla divinità) con la morte di Socrate, è stato anche ipotizzato che Tacito abbia costruito lui stesso il racconto ad imitazione del testo platonico e della tradizione degli exitus (narrazioni delle morti dei filosofi), e che la morte di Seneca sia stata più rapida; tanto più che lo storico descrive in termini affini quasi tutte le morti dei filosofi e dei sapienti (Trasea Peto, Catone Uticense, per contrasto anche Petronio Arbitro) e quella di Marco Anneo Lucano, nipote di Seneca e anch'egli coinvolto nella congiura.
La morte di Seneca, comunque, così eccelsa nella sua esemplarità, lo accomunò nell'immaginario collettivo ad altri filosofi che hanno segnato la classicità: principalmente quella del citato Socrate (in cui il pensatore è costretto a bere il veleno dai suoi persecutori), ma anche quella di Trasea Peto (un membro della famiglia di Arria e Cecina Peto, suicidi sotto il precedente regno di Claudio, nonché politico amico dello stoico Aruleno Rustico, una delle vittime della persecuzione domizianea contro i filosofi), morto proprio per il taglio delle vene, dopo la condanna sollecitata da Nerone da parte del senato. Altri stoici che già avevano scelto il suicidio furono Catone Uticense e il suo genero Marco Giunio Bruto, uno dei cesaricidi, oltre al fondatore dello stoicismo, Zenone di Cizio.
A Seneca sono dedicate vie e monumenti in molte città d'Italia e del mondo.

## Lo stile

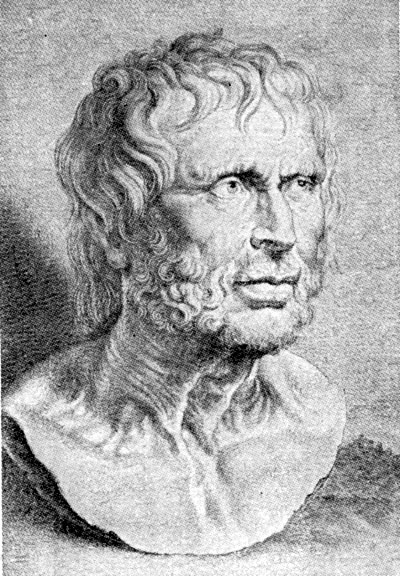
Seneca ritratto da Rubens

Lo stile di Seneca fu definito, dal malevolo Caligola, «arena sine calce» (sabbia senza calce). Il filosofo deve badare alla sostanza, non alle parole ricercate ed elaborate, che sono giustificate solo se, in virtù della loro efficacia espressiva, contribuiscono a fissare nella memoria e nello spirito un precetto o una norma morale. La prosa filosofica di Seneca è elaborata e complessa ma in particolare nei dialoghi l'autore si serve di un linguaggio colloquiale, caratterizzato dalla ricerca dell'effetto e dell'espressione concisamente epigrammatica. Seneca rifiuta la compatta architettura classica del periodo ciceroniano, che, nella sua disposizione ipotattica, organizza anche la gerarchia logica interna, e sviluppa uno stile eminentemente paratattico, che, nell'intento di riprodurre la lingua parlata, frantuma l'impianto del pensiero in un susseguirsi di frasi penetranti e sentenziose, il cui collegamento è affidato soprattutto all'antitesi e alla ripetizione.
Tale prosa antitetica all'armonioso periodare ciceroniano, rivoluzionaria sul piano del gusto e destinata ad esercitare grande influsso sulla prosa d'arte europea, affonda le sue radici nella retorica asiana procedendo con un ricercato gioco di parallelismi, opposizioni, ripetizioni, in un succedersi di brevi frasi nervose e staccate, realizzando uno stile penetrante, irregolare e drammatico, ma che non sa evitare una certa teatralità. Egli prende molti spunti dalla corrente filosofica dell'epicureismo (non estremo) e da quella dello stoicismo.

## Opere

### IDialoghi
I Dialoghi di Seneca sono dieci, distribuiti in dodici libri:
1. Ad Lucilium de providentia;
2. Ad Serenum de constantia sapientis;
3. Ad Novatum de ira in tre libri;
4. Ad Marciam de consolatione;
5. Ad Gallionem de vita beata;
6. Ad Serenum de otio;
7. Ad Serenum de tranquillitate animi;
8. Ad Paulinum de brevitate vitae;
9. Ad Polybium de consolatione;
10. Ad Helviam matrem de consolatione.

### I trattati
Il De beneficiis, il De clementia e le Naturales quaestiones sono tre trattati. I primi due sono di carattere etico-politico e si riferiscono al momento dell'impegno di Seneca a fianco di Nerone; il terzo è di argomento scientifico.

#### IlDe beneficiis
Il De beneficiis risale al periodo 54-64 ed è scandito in sette libri. Sviluppa il concetto di "beneficenza" come principio coesivo di una società fondata su una monarchia illuminata. Sembra che sia stato composto quando Seneca si era reso conto del fallimento dell'educazione morale di Nerone. Concetto fondamentale dell'opera è che il beneficium è un atto di generosità consapevole. Il De beneficiis è rivolto ad Ebuzio Liberale, un amico che Seneca frequentò soprattutto durante gli anni successivi al ritiro a vita privata.
Seneca analizza il dare ed il ricevere, la gratitudine e l'ingratitudine; mette in luce i forti limiti connessi all'istituto tipicamente romano dei favori reciproci, determinati dai diffusi rapporti clientelari tra i cittadini, ed elabora una nuova concezione di beneficium - favore disinteressato, che possa basarsi su un sentimento di giustizia e non sulla speranza di essere ricambiati. Egli ricorda inoltre come il desiderio di vendetta debba essere estirpato dal proprio animo, poiché il vero sapiens è consapevole del fatto che sia bene restituire al prossimo ciò che da lui riceviamo tranne quando egli ci fa un torto. In tal caso, la patientia, sopportazione stoica derivante dalla propria superiorità alle questioni terrene, è la virtù da coltivare.
In un passo di quest'opera egli paragona gli uomini ad un popolo di mattoni, che messi in coesione l'uno sull'altro si sostengono a vicenda e reggono la volta dell'edificio della società.

#### IlDe clementia
(Lucio Anneo Seneca, De clementia)
Il De clementia ("Sulla clemenza") fu composto tra il 55 e il 56; originariamente composto di tre libri, a noi è giunto solo il primo e l'inizio del secondo.
L'opera è indirizzata a Nerone, da poco divenuto imperatore, di cui Seneca elogia la moderazione e la clemenza, definita come la «moderazione d'animo di chi può vendicarsi», o l'"indulgenza", e che invita a comportarsi con i suoi sudditi come un padre con i figli. Seneca non mette in discussione il potere assoluto dell'imperatore, ed anzi lo legittima come un potere di origine divina. A Nerone il destino ha assegnato il dominio sui suoi sudditi, ed egli deve svolgere questo compito senza far sentire su di loro il peso del potere. Alcuni pensano che avendo intuito gli istinti tirannici del giovane princeps, Seneca abbia tentato di tenerli a freno tramite questi insegnamenti.
Questa tesi trova il supporto filosofico nella dottrina politica stoica, secondo cui la monarchia è la forma di governo migliore, all'unica condizione che il sovrano sia sapiente, e trattenendo i suoi sentimenti più violenti, sappia esercitare con temperanza il suo potere. Queste considerazioni influenzarono l'imperatore stoico Marco Aurelio e il suo pensiero politico. Seneca, anticipando di molti secoli la concezione illuminista di Cesare Beccaria, vede nell'eccessività della pena anche il contrario della deterrenza.
(De clementia, III, 20, 2)
(De clementia, III 21, 2)

#### LeNaturales quaestiones

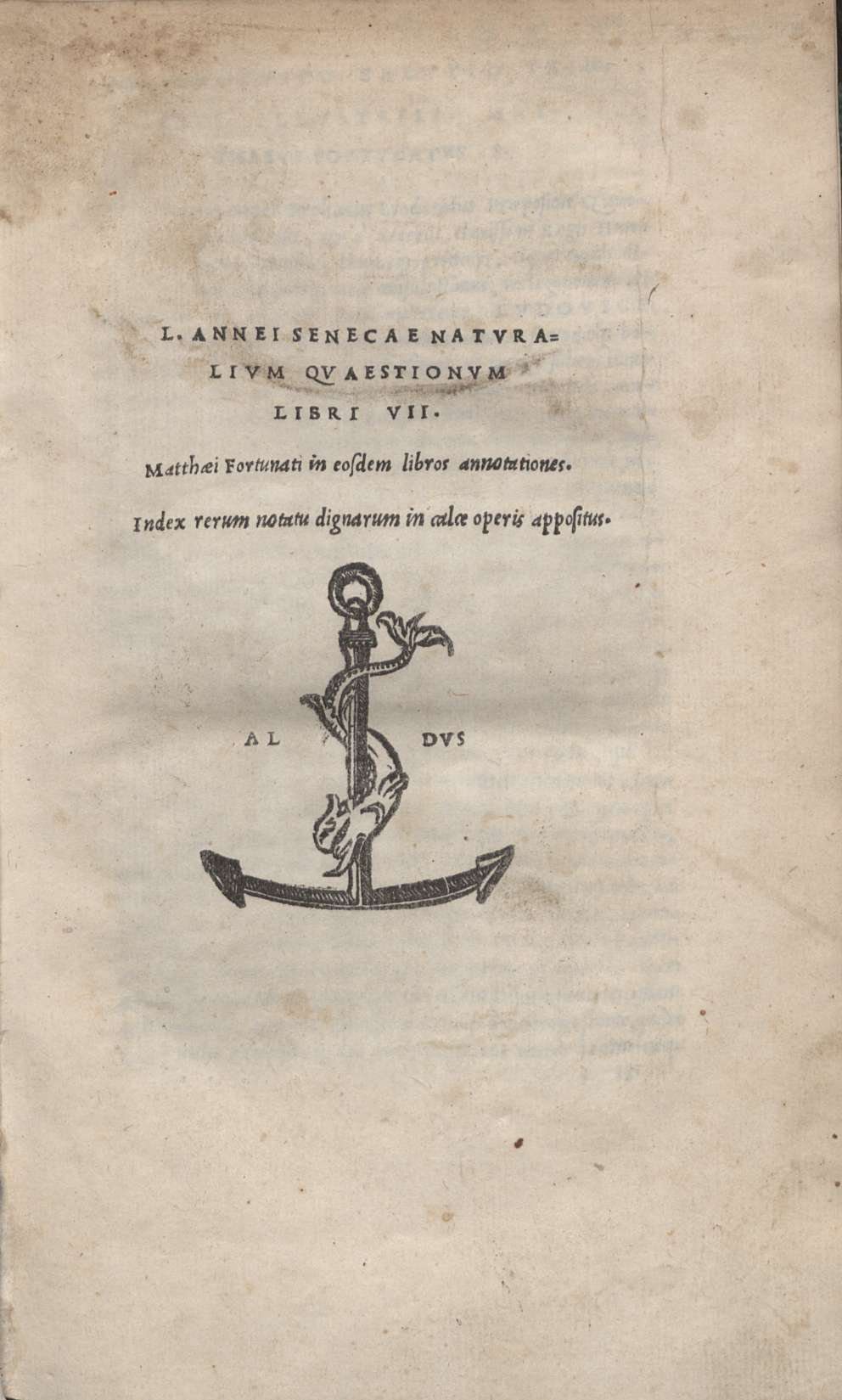
Naturales quaestiones, 1522

Sviluppate in sette libri, le Naturales quaestiones furono composte nell'ultima parte della vita di Seneca. L'edizione a noi giunta non è integrale e differisce quasi sicuramente dall'edizione originale per ordine e composizione. Interessante è il fatto che, per molti versi, Seneca appare ben poco stoico e più vicino a considerazioni di tipo platonico, anche se egli non rinnegherà il suo stoicismo. Principi "platonici" possono essere ritrovati soprattutto nella prefazione al primo libro, nella quale si avverte un forte contrasto tra anima e corpo (visto come prigione dell'anima) e dalla caratterizzazione trascendentale di Dio privo di corporeità e non immanente. Questi, principalmente, sono gli argomenti su cui Seneca si sofferma:
- 1. libro: I fuochi - Gli specchi
- 2. libro: Lampi e folgori
- 3. libro: Le acque terrestri (completo)
- 4. libro: il Nilo - Neve, pioggia, grandine
- 5. libro: I venti
- 6. libro: I terremoti
- 7. libro: Le comete

Innanzitutto per comprendere appieno il testo è necessario capire che lo scopo che Seneca si prefigge, non è quello di raccogliere ordinatamente ogni conoscenza dell'epoca (cosa che invece possiamo intendere almeno in parte nella Naturalis historia di Plinio il Vecchio), bensì quello di liberare l'uomo dalla paura e dalla superstizione intorno ai fenomeni naturali, compiendo così un'operazione simile a quella di Lucrezio nel suo De rerum natura (seppur con le dovute differenze ed eccezioni).
Affrontando il testo, troviamo fin dal primo libro una chiara presa di posizione di Seneca nella quale si scopre l'intento primo dell'opera: permettere all'uomo, una volta scevro dalle false credenze che avvolgono la natura, di ascendere ad una dimensione più divina. Di particolare importanza sono il paragrafo 8-9: «Hoc est illud punctum quod tot gentes ferro et igne dividitur? O quam ridiculi sunt mortalium termini!» («È tutto qui quel punto [la Terra, ndt] che viene diviso col ferro e col fuoco fra tante popolazioni? Oh quanto ridicoli sono i confini posti dagli uomini!»), nel quale l'anima libera oramai dalla sua fisicità, comprende l'inutilità degli affanni, dell'avidità e delle guerre.
Spesso quest'opera viene tacciata di poca scientificità, tuttavia viene da domandarsi se di scientificità si possa propriamente parlare: anche se per certi versi Seneca mostra alcuni atteggiamenti "scientifici", quali l'osservazione diretta, la riflessione razionale posteriore ad essa e la discussione di eventuali altre teorie, per Seneca la conoscenza è solo un mezzo per elevarsi sino a Dio; molto spesso, inoltre, l'autore divaga in argomentazioni e questioni di tipo morale o religioso e non sono rare le parti propriamente "filosofiche".

### Le Epistole a Lucilio: la lettera filosofica come genere letterario
Seneca, nella produzione successiva al ritiro dalla scena politica (62), volse la sua attenzione alla coscienza individuale. L'opera principale della sua produzione più tarda, e forse la più celebre in assoluto, sono le Epistulae morales ad Lucilium, una raccolta di 124 lettere divise in 20 libri di differente estensione (fino alle dimensioni di un trattato) e di vario argomento, indirizzate all'amico Lucilio Iuniore (personaggio di origini modeste, proveniente dalla Campania, assurto al rango equestre e a varie cariche politico-amministrative, di buona cultura, poeta e scrittore).
C'è discussione se siano vere e proprie lettere inviate da Seneca a Lucilio o una finzione letteraria. Verosimilmente si tratta di un epistolario reale (varie lettere richiamano quelle di Lucilio in risposta), integrato da lettere fittizie (quelle più ampie e sistematiche), inserite nella raccolta al momento della pubblicazione. L'opera, che è giunta incompleta e risale al periodo del disimpegno politico (62-65), sebbene l'idea di comporre lettere di carattere filosofico indirizzate ad amici venga da Platone e da Epicuro, costituisce sostanzialmente un unicum nel panorama letterario e filosofico antico, e Seneca è perfettamente consapevole d'introdurre un nuovo genere nella cultura letteraria latina. L'autore distingue le lettere filosofiche dalla comune pratica epistolare, anche da quella di tradizione più illustre rappresentata da Cicerone. Seneca prende come esempio Epicuro, il quale, nelle lettere agli amici, ha saputo realizzare quel rapporto di formazione e di educazione spirituale che Seneca istituisce con Lucilio.
Le lettere di Seneca vogliono essere uno strumento di crescita morale. Riprendendo un topos dell'epistolografia antica, Seneca sostiene che lo scambio epistolare permette di istituire un colloquium con l'amico, fornendo un esempio di vita che, sul piano pedagogico, è più efficace dell'insegnamento dottrinale. Seneca, proponendo ogni volta un nuovo tema, semplice e di apprendimento immediato, alla meditazione dell'amico discepolo, lo guida al perfezionamento interiore; per lo stesso motivo, nei primi tre libri, Seneca conclude ogni lettera con una sentenza che offre uno spunto di meditazione. Le sentenze sono tratte da Epicuro, anche se Seneca non si dichiara suo seguace. Egli sostiene, infatti, che ogni massima moralmente valida è utile, da qualsiasi fonte provenga.
Lo scrittore ritiene l'epistola lo strumento più adatto per la prima fase dell'educazione spirituale, fondata sull'acquisizione di alcuni principi basilari; più tardi, con l'accrescimento delle capacità analitiche del discente e del suo patrimonio dottrinale, sono necessari strumenti di conoscenza più impegnativi e complessi. La forma letteraria si adegua, quindi, ai diversi momenti del processo di formazione e le singole lettere, col procedere dell'epistolario, divengono sempre più simili al trattato filosofico.
A tal proposito all'interno delle lettere a Lucilio si può ricavare una vera e propria istruzione sulla lettura. Seneca insegna al suo corrispondente una modalità di lettura attenta («lectio certa», Ad Luc., 45,1), che non bada al numero delle pagine lette, che approfondisce i contenuti interrompendosi spesso. Egli non vuole un lettore di molti libri, non ama le biblioteche immense, come quella di Alessandria. In conformità con la sua morale, la lettura in Seneca diventa un esercizio di virtù, da fare senza fretta (cfr Ad Luc., 2,2) e non per alimentare la curiosità (Ad Luc., 2,4), evitando di disperdersi nella moltitudine dei libri ma piuttosto cercando di cogliere la verità di sé (cfr Ad Luc. 45,4) nel controluce della verità di chi scrive.
Non meno importante dell'aspetto teorico è l'intento esortativo: Seneca vuole non solo dimostrare una verità, ma anche invitare al bene. Il genere epistolare si rivela appropriato ad accogliere un tipo di filosofia priva di sistematicità e incline alla trattazione di aspetti parziali o singoli temi etici. Gli argomenti delle lettere, suggeriti per lo più dall'esperienza quotidiana, sono svariati, e nella varietà, nell'occasionalità e nel collegamento fra vita vissuta e riflessione morale, sono evidenti le affinità con la satira, soprattutto oraziana. Seneca parla delle norme cui il saggio si deve attenere, della sua indipendenza e autosufficienza, della sua indifferenza alle seduzioni mondane e del suo disprezzo per le opinioni correnti e propone l'ideale di una vita indirizzata al raccoglimento e alla meditazione, al perfezionamento interiore mediante un'attenta riflessione sulle debolezze e i vizi propri e altrui.
La considerazione della condizione umana che accomuna tutti i viventi lo porta ad esprimere una condanna del trattamento comunemente riservato agli schiavi, con accenti di intensa pietà che hanno fatto pensare al sentimento della carità cristiana: in realtà l'etica senechiana resta profondamente aristocratica, e lo stoico che esprime pietà per gli schiavi maltrattati manifesta anche il suo irrevocabile disprezzo per le masse popolari abbrutite dagli spettacoli del circo. Nelle Epistole, l'otium è costante ricerca del bene, nella convinzione che le conquiste dello spirito possano giovare non solo agli amici impegnati nella ricerca della sapienza, ma anche agli altri, e che le Epistole possano esercitare il loro benefico influsso sulla posterità.
L'opera senechiana, e soprattutto le Epistulae ad Lucillium, si inserisce in quel momento storico durante il quale il principato con gli ultimi esponenti della famiglia Giulia stava soffocando le libertà civili e riducendo il senato, un tempo garante del diritto, a semplice strumento sottoposto alla volontà del princeps. Si capisce perciò il desiderio di Seneca di scrutare entro la propria coscienza e in essa ricercare i motivi fondamentali delle virtù, e quindi della libertà interiore, attingendo al pensiero di Platone e di Aristotele, ma soprattutto di Epicuro e della scuola stoica. Un Seneca alla ricerca del superamento delle remore negative del suo tempo per proiettarsi in un'area universale, ridiventando così padrone di sé stesso. Forse un pessimismo celato e rivolto all'inerzia? I critici, almeno in un primo momento, se lo sono chiesto; tuttavia non si può escludere che egli abbia operato negli anni della sua maturità per evitare gli equivoci, le contraddizioni e ogni forma di egoismo, proiettando nel contempo la persona, data la ricchezza dello spirito, oltre il tempo. Quasi un porsi nella dimensione divina, per cui i beni terreni, fonte di egoismi e di ingiustizie, vengono annullati. E al loro posto ecco la persona conscia della sua dignità. Di qui le tante lettere al suo discepolo e amico, Lucilio, quasi proiezione di sé stesso, o almeno di come avrebbe voluto essere. A sostegno di tutto ciò la filosofia, vista come regola di vita.
Molti i critici e gli studiosi che vedono negli ultimi scritti di Seneca un allineamento, inconsapevole, alle tesi fondamentali della dottrina paolina; e più tardi quasi ispiratori delle Confessioni di Sant'Agostino. Ed è significativo che il pensiero di Seneca nel tempo attuale attragga molte persone e non pochi studiosi alla ricerca di più vasti valori inerenti all'esistenza umana, così da sfuggire alle molteplici sollecitazioni che, tramite i media, cercano di spingere verso un superficiale edonismo.

### Le tragedie
Le tragedie di Seneca sono le sole opere tragiche latine pervenute in forma non frammentaria, e costituiscono quindi una testimonianza preziosa sia di un intero genere letterario, sia della ripresa del teatro latino tragico, dopo i vani tentativi attuati dalla politica culturale augustea per promuovere una rinascita dell'attività teatrale. In età giulio-claudia (27 a.C.–68 d.C.) e nella prima età flavia (69–96) l'élite intellettuale senatoria ricorse al teatro tragico per esprimere la propria opposizione al regime (la tragedia latina riprende ed esalta un aspetto fondamentale in quella greca classica, ossia l'ispirazione repubblicana e l'esecrazione della tirannide). Non a caso, i tragediografi di età giulio-claudia e flaviana furono tutti personaggi di rilievo nella vita pubblica romana.
Le tragedie ritenute autentiche sono nove (più una decima, l'Octavia, ritenuta spuria), tutte di soggetto mitologico greco (a Roma tale genere veniva definito cothurnata, dal coturno, calzatura tipica degli attori tragici):
- Hercules furens;
- Troades;
- Phoenissae;
- Medea;
- Phaedra;
- Oedipus;
- Agamemnon;
- Thyestes;
- Hercules Oetaeus;
- Octavia (spuria; databile pochi anni dopo la sua morte (70-80 d.C.).

Le tragedie di Seneca erano, forse, destinate soprattutto alla lettura, il che poteva non escludere talora la rappresentazione scenica. La macchinosità o la truce spettacolarità di alcune scene sembrerebbero presupporre una rappresentazione scenica, mentre una semplice lettura avrebbe limitato gli effetti ricercati dal testo drammatico. Le varie vicende tragiche si configurano come scontri di forze contrastanti e conflitto fra ragione e passione. Anche se nelle tragedie sono ripresi temi e motivi delle opere filosofiche, il teatro senechiano non è solo un'illustrazione, sotto forma di exempla forniti dal mito, della dottrina stoica, sia perché resta forte la matrice specificamente letteraria, sia perché, nell'universo tragico, il logos, il principio razionale cui la dottrina stoica affida il governo del mondo, si rivela incapace di frenare le passioni e arginare il dilagare del male.
Alle diverse vicende tragiche fa da sfondo una realtà dai toni cupi e atroci, conferendo al conflitto fra bene e male una dimensione cosmica e una portata universale. Un rilievo particolare ha la figura del tiranno sanguinario e bramoso di potere, chiuso alla moderazione e alla clemenza, tormentato dalla paura e dall'angoscia. Il despota offre lo spunto al dibattito etico sul potere, che è importantissimo nella riflessione di Seneca. Di quasi tutte le tragedie senechiane, restano i modelli greci, nei confronti dei quali Seneca ha una grande autonomia che però presuppone un rapporto continuo col modello, sul quale l'autore opera interventi di contaminazione, di ristrutturazione, di razionalizzazione nell'impianto drammatico.
Seneca mostra nelle sue tragedie il lato forse più sconosciuto della sua personalità, l'altra faccia "dionisiaca" di quel vir sapiens et bonus suicidatosi per la giusta causa della libertà, di quel saggio stoico che andava predicando l'imperturbabilità, la giustizia e il Bene. Le tragedie senechiane, spesso a sfondo mitico e con personaggi presi in prestito dalla tradizione mitica e tragica greca, si configurano come uno studio oculato e preciso dei comportamenti umani, soprattutto per quanto riguarda le esperienze del Male e della morte. In esse Seneca parla infatti di uccisioni (anche all'interno del gruppo familiare o a danno di amici), di incesti e di parricidi, di rituali di magia nera, di cerimonie sacrificali e di atrocità d'ogni genere, di crisi d'ira e di gesti incontrollabili, di atti di cannibalismo e di azioni nefaste, di insane passioni e di un uso folle e spregiudicato della violenza. Nelle tragedie senechiane dominano insomma incontrastati l'irrazionale e il Male.

### L'Apokolokyntosis

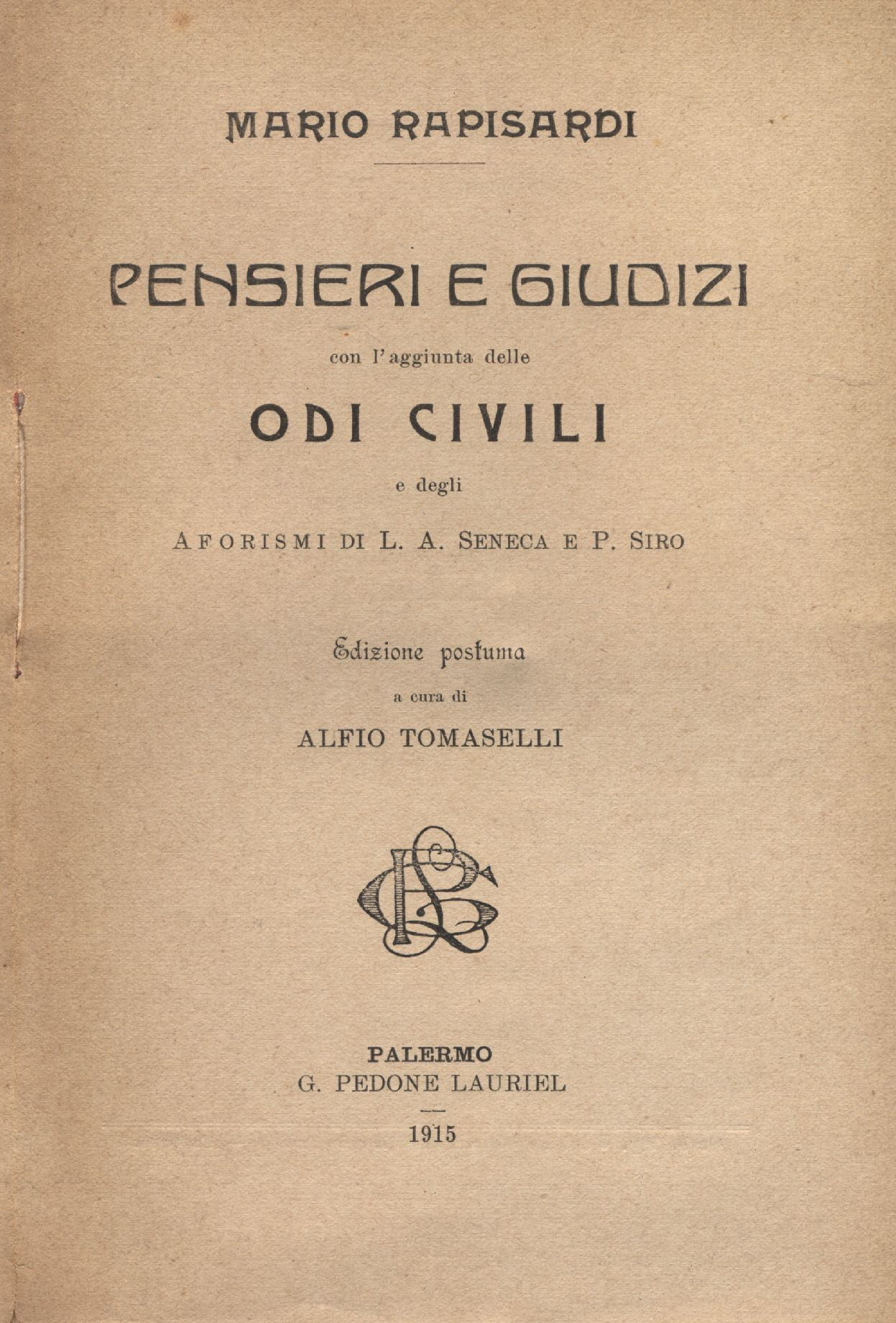
di Mario Rapisardi - Aforismi di L. A. Seneca e P. Siro - ed. postuma a cura di A. Tomaselli - P. Lauriel, 1915 - qui

Il Ludus de morte Claudii (o Divi Claudii apotheosis per saturam), generalmente noto col nome di Apokolokyntosis, (parola che implicherebbe un riferimento a kolokýnte, cioè la zucca, forse come emblema di stupidità) indica la parodia della divinizzazione di Claudio decretata dal senato romano alla sua morte. Nel testo di Seneca non si parla di zucche e l'apoteosi non ha luogo; il termine andrebbe dunque inteso non come "trasformazione in zucca", ma come "deificazione di una zucca, di uno zuccone". Tacito (Annales, XIII 3) afferma che Seneca aveva scritto la laudatio funebris dell'imperatore morto (pronunciata da Nerone), però, in occasione della divinizzazione di Claudio, che aveva suscitato le ironie degli stessi ambienti di corte e dell'opinione pubblica, potrebbe aver dato sarcastico sfogo al risentimento contro l'imperatore che lo aveva condannato all'esilio (l'opera sarebbe del 54).
Il componimento narra la morte di Claudio e la sua ascesa all'Olimpo nella vana pretesa di essere assunto fra gli dèi. Qui egli incontra Augusto che inizia a raccontare tutti i misfatti del suo impero; gli dèi lo condannano quindi a discendere, come tutti i mortali, agli inferi, dove egli finisce schiavo di Caligola e da ultimo viene assegnato da Minosse al liberto Menandro: una condanna di contrappasso per chi aveva fama di esser vissuto in mano dei suoi potenti schiavi. Allo scherno per l'imperatore defunto Seneca contrappone, all'inizio dell'opera, parole di elogio per il suo successore, preconizzando nel nuovo principato un'età di splendore e di rinnovamento.
Claudio viene rappresentato come violento, claudicante e gobbo: Seneca calca la mano sui suoi difetti fisici, ribaltando l'attitudine celebrativa di certi scritti con una forma profondamente irriverente.

### Gli epigrammi
Sotto il nome di Seneca sono state trasmesse anche alcune decine di epigrammi in distici, quasi certamente spuri.

### Opere perdute
Numerose sono le opere perdute: orazioni (restano 12 tra testimonianze e frammenti); De situ et sacris Aegyptiorum, De situ Indiae (scritti tra il 17 e il 19); De matrimonio (composto nel 39); De motu terrarum e De forma mundi (iniziati in esilio); De officiis (del 60); De amicitia, De immatura morte, De superstitione, Exhortationes (anni 62-64); Moralis philosophiae libri, cui accenna più volte egli stesso, composte nell'ultimo semestre di vita.
L'opera perduta che possiamo meglio ricostruire, in quanto ampiamente citata da san Girolamo, è il De matrimonio, di posizione stoica non ortodossa, sulle nozze come fondate sulla comunanza di intenti più che sul piacere carnale.

### Opere pseudepigrafe
Altre opere sono di dubbia attribuzione o sicuramente spurie: fra queste il caso più noto è quello della corrispondenza fra Seneca e Paolo di Tarso, leggenda che però contribuì ad alimentare la fortuna di Seneca nel Medioevo. Fu anche grazie a tale falso storico infatti che le altre opere di Seneca ci sono giunte in gran parte complete.
Sul finire del XX secolo la studiosa Ilaria Ramelli ha condotto un'attenta analisi delle lettere in questione e ha cercato di dimostrare che, a parte due su un totale di quattordici, le missive potrebbero essere autentiche.

### Edizioni
- (LA) Naturales quaestiones, Venezia, eredi Aldo Manuzio (1.) & Andrea Torresano (1.), 1522.

### Studi
- Omar Di Paola, Connections between Seneca and Platonism in Epistulae ad Lucilium 58, su academia.edu, Athens: ATINER'S ConferencePaper Series, No: PHI2015-1445, 2015.
- Inwood, B. (2008), Reading Seneca. Stoic Philosophy at Rome, Oxford: Oxford University Press.
- Degand, M. (2015), Sénèque au risque du don. Une éthique oblative à la croisée des disciplines, Turnhout: Brepols.
- Landeschi, D. (2019), Seneca. Un filosofo al potere, Edizioni Saecula. ISBN 9788898291-70-0.
- A. F. Mele, Seneca, "filosofo di strada": luoghi, personaggi, messaggi, in Scienza, cultura, morale in Seneca, Atti del Convegno di Monte S. Angelo (27-30 settembre 1999), Edipuglia, Bari 2001, pp. 231–267